# Хлопівська сільська рада
Хлопівська сільська́ ра́да — адміністративно-територіальна одиниця та орган місцевого самоврядування в Гусятинському районі Тернопільської області. Адміністративний центр — село Хлопівка.

## Загальні відомості
- Територія ради: 14,123 км²
- Населення ради: 1 132 особи (станом на 2001 рік)
- Територією ради протікає річка Тайна

## Населені пункти
Сільській раді підпорядковані населені пункти:
- с. Хлопівка

## Склад ради
Рада складається з 16 депутатів та голови.
- Голова ради: Касіян Олександра Іванівна

### Керівний склад попередніх скликань
| Прізвище, ім'я, по батькові | Основні відомості                                                                                  | Дата обрання | Дата звільнення |
| --------------------------- | -------------------------------------------------------------------------------------------------- | ------------ | --------------- |
| Ангел Петро Євгенович       | Сільський голова, 1963 року народження, освіта вища, член Всеукраїнського об'єднання «Батьківщина» | 26.03.2006   | 31.10.2010      |
| Ангел Петро Євгенович       | Сільський голова, 1963 року народження, освіта вища, безпартійний                                  | 31.10.2010   | 18.09.2011      |
| Касіян Олександра Іванівна  | Сільський голова, 1962 року народження, освіта вища, член Всеукраїнського об'єднання «Батьківщина» | 18.09.2011   |                 |

Примітка: таблиця складена за даними сайту Верховної Ради України

### Депутати
За результатами місцевих виборів 2010 року депутатами ради стали:

#### За суб'єктами висування
| Суб'єкт висування      | Кількість обраних депутатів | %    |
| ---------------------- | --------------------------- | ---- |
| Самовисування          | 14                          | 87,5 |
| Аграрна партія України | 2                           | 12,5 |

#### За округами
| № округу               | Прізвище, ім'я, по батькові       | Дата визнання обраним | Освіта  | Партійна приналежність                        | Відомості про обраного депутата                                                         |
| ---------------------- | --------------------------------- | --------------------- | ------- | --------------------------------------------- | --------------------------------------------------------------------------------------- |
| Аграрна партія України |                                   |                       |         |                                               |                                                                                         |
| 3                      | Фок Ольга Володимирівна           | 01.11.2010            | вища    | позапартійна                                  | Тернопільський інститут агропромислового виробництва, молодший науковий співробітник    |
| 13                     | Чорна Марія Йосипівна             | 01.11.2010            | середня | позапартійна                                  | Подільська дослідна станція, різноробоча                                                |
| Самовисування          |                                   |                       |         |                                               |                                                                                         |
| 1                      | Баліцька Любов Василівна          | 01.11.2010            | вища    | позапартійна                                  | ТОВ «Мрія-центр», бухгалтер                                                             |
| 2                      | Сорока Ярослав Костянтинович      | 01.11.2010            | вища    | позапартійний                                 | тимчасово не працює                                                                     |
| 4                      | Терешко Олена Ільківна            | 01.11.2010            | вища    | позапартійна                                  | Хлопівська сільська рада, головний бухгалтер                                            |
| 5                      | Делетканич Михайло Петрович       | 01.11.2010            | середня | позапартійний                                 | Тернопільський відділок Львівської залізниці, черговий стрілочного поста в м. Хоростків |
| 6                      | Могильницький Іван Йосипович      | 01.11.2010            | вища    | позапартійний                                 | приватний підприємець                                                                   |
| 7                      | Гуран Петро Тадейович             | 01.11.2010            | середня | позапартійний                                 | Хлопівський сільський клуб в с. Хлопівка (Відділ культури і туризму), завідувач         |
| 8                      | Делитканич Петро Андрійович       | 01.11.2010            | середня | позапартійний                                 | Тернопільський відділок Львівської залізниці, черговий стрілочного поста в м. Хоростків |
| 9                      | Довбуш Іларія Іванівна            | 01.11.2010            | вища    | позапартійна                                  | Хлопівський дитячий садок (відділ освіти), кухар                                        |
| 10                     | Дзіх Василь Мирославович          | 01.11.2010            | вища    | позапартійний                                 | тимчасово не працює                                                                     |
| 11                     | Касіян Олександра Іванівна        | 01.11.2010            | вища    | член Всеукраїнського об'єднання «Батьківщина» | Хлопівська сільська рада, секретар                                                      |
| 12                     | Цимбаліста Світлана Олександрівна | 01.11.2010            | вища    | позапартійна                                  | пенсіонер                                                                               |
| 14                     | Бубен Михайло Васильович          | 01.11.2010            | середня | позапартійний                                 | Подільська дослідна станція, водій                                                      |
| 15                     | Лаб'як Мирослава Богданівна       | 01.11.2010            | вища    | позапартійна                                  | тимчасово не працює                                                                     |
| 16                     | Сеньків Іван Васильович           | 01.11.2010            | вища    | позапартійний                                 | тимчасово не працює                                                                     |